# 勃蘭登堡侯國
勃兰登堡藩侯国（德語：Markgrafschaft Brandenburg）或是自1157至1806年神圣罗马帝国的一个主要公国，在德国和中欧历史上扮演了重要角色。勃蘭登堡是從在西斯拉夫文德人境內建立的諾德馬克發展而來的。其執政侯爵在 1356 年的金璽詔書中被確立為七大選帝侯之一，允許他們在神聖羅馬帝國皇帝的選舉中投票。 因此該州又被稱為勃蘭登堡選侯國或布蘭登堡選侯国（德語：Kurfürstentum Brandenburg）。

## 歷史
1415年，霍亨索伦王朝上台。1417年，腓特烈一世将首都迁至柏林。在霍亨索伦家族统治下，勃兰登堡在17世纪迅速扩大势力并继承了普鲁士公国，从而演变成勃兰登堡-普鲁士，即普鲁士王国的前身。勃蘭登堡與普魯士都是霍亨索倫家族血統，而主系的勃蘭登堡選帝侯家族以政治联姻方式控制了普魯士公國，更趁1618年普魯士公國霍亨索倫家族絕嗣之機，奪得了該國的繼任權。該次聯姻更使勃蘭登堡在1614年簽訂了克桑滕條約中，獲得了吞併三個萊茵河域的附屬國（馬克伯國、拉文斯贝格伯国與克莱沃公国）的准許。三十年戰爭將德意志地區毀壞殆盡，勃蘭登堡、波美拉尼亞地區更是罹于锋镝，選帝侯三度變更，軍隊恣意蹂躪，到處燒殺搶掠。及至戰爭完結，德意志人口驟減一半，勃蘭登堡人口損失超過65%，柏林等城市一片穨垣敗瓦，歷時很久才得以復興。
三十年戰爭以1648年簽訂的西發里亞和約作結，普魯士獲得了明登和哈尔伯施塔特，還有遠波美拉尼亞（1653年吞併之）與馬德堡（1680年吞併之）的繼承權。而在1657年簽訂的布倫堡條約則使普魯士公國脫離波蘭的藩屬地位，並獲得了劳恩堡和比托地区及德拉海姆，更將波美拉尼亞的版圖擴展到奥得河，由此勃蘭登堡-普魯士開始了獨立自主的擴張之路。
1805年底，奧地利、俄羅斯在災難性的奧斯特里茨戰役中被拿破崙擊敗，第三次反法同盟瓦解。12月26日，奧地利和法國簽訂《普雷斯堡和約》，奧地利失去在南德意志、蒂羅爾與北意大利的權力，也不得不承認巴伐利亞與符騰堡選帝侯的國王頭銜，以及拿破崙新創的意大利王國的存在。
1806年，哈布斯堡在德意志地區的附庸紛紛脫離，歸入拿破崙的萊茵邦聯。8月6日，皇帝弗朗茨二世取消自己「神聖羅馬帝國皇帝」的封號，僅保留奧地利帝號，神聖羅馬帝國解體，勃蘭登堡的選侯地位以及對帝國的責任和義務瞬間失去效力。次年，普魯士在耶拿戰役慘敗，根據戰後的提爾西特條約，勃蘭登堡易北河以西的全部領土被割讓。
1815年，諸國擊敗拿破崙並召開恢復歐洲秩序的維也納會議，勃蘭登堡被改制為普魯士王國的勃蘭登堡省。1871年，德意志帝國建立，勃蘭登堡省跟隨普魯士被納入德意志帝國。